# Sales Oliveira
Sales Oliveira is een gemeente in de Braziliaanse deelstaat São Paulo. De gemeente telt 8.021 inwoners (schatting 2009).

## Aangrenzende gemeenten
De gemeente grenst aan Batatais, Jardinópolis, Morro Agudo, Nuporanga, Orlândia en Pontal.